# 諫早市立諫早小学校
諫早市立諫早小学校（いさはやしりつ いさはやしょうがっこう、Isahaya City Isahaya Elementary School）は、長崎県諫早市仲沖町にある公立小学校。

## 概要
歴史
- 1872年（明治5年）の学制発布により、「諫早小学校」が創立。数回の改称を経て、戦後の1947年（昭和22年）4月の学制改革の際に現校名となった。2007年（平成19年）に創立135周年を迎えた。

校章
- 旭日の中心、太陽の部分に「諫早」の文字（縦書き）を置く。

校歌
- 3番まであり、3番の最後に校名の「諫早小学校」が登場する。

## 沿革
前史
- 1783年（天明3年）- 佐賀藩諫早領の11代領主諫早茂図により、郷校「好古館」が創立。場所は現在の諫早市役所の位置（諫早市東小路町）。

創立
- 1872年（明治5年）- 「諫早小学校」が創立。

男女別学
- 1884年（明治17年）- 男女別学の必要性から、「上等諫早女児小学校」が開校。
- 1886年（明治19年）
  - 諫早小学校（男児校）が「諫早尋常小学校」に、上等諫早女児小学校が「諫早尋常女児小学校」となる。（尋常科4年）
  - 第十高等小学校が開校。 （高等科4年）
- 1890年（明治23年）- 男女別学の必要性から、「諫早高等女児小学校」が開校。
- 1892年（明治25年）- 第十高等小学校（男児校）が廃止され、「三ヶ町村[1]組合立諫早高等小学校」が開校。
- 1896年（明治29年）- 女児尋常小学校と女児高等小学校を統合し、「諫早尋常高等女児小学校」とする。

男女共学
- 1906年（明治39年）- 諫早尋常高等女児小学校の尋常科を「諫早尋常小学校」に、高等科を「諫早高等小学校」に統合。
- 1913年（大正12年）- 尋常小学校と高等小学校が統合され、「諫早尋常高等小学校」となる。
- 1941年（昭和16年）4月 - 国民学校令により、「諫早国民学校」となる。尋常科が初等科と改められる。
- 1947年（昭和22年）4月 - 学制改革（六・三制）の実施。
  - 旧・諫早国民学校初等科が「諫早市立諫早小学校」（現校名）、高等科が「諫早市立諫早中学校」に改組される。校舎完成までの間、諫早中学校が校舎を共用。
- 1955年（昭和30年）- 学校給食を実施。諫早中学校の新校舎が西郷町に完成・移転したため、併設を解消。
- 1957年（昭和32年）7月 - 諫早大水害により、児童31名が死亡、行方不明が1名。児童関係家屋108軒が流失。
- 1959年（昭和34年）- 3階建て鉄筋校舎が完成。
- 1960年（昭和35年）- 講堂が完成。
- 1961年（昭和36年）- プールが完成。運動場整地が完了。
- 1962年（昭和37年）- 特殊学級（現・特別支援学級）を設置。
- 1963年（昭和38年）- 校門が完成。
- 1966年（昭和41年）- 土橋貞恵と福田謂水の碑を諫早市役所前に移転。道路拡幅に伴い運動場を縮小。
- 1968年（昭和43年）- 全教室にテレビを設置。
- 1970年（昭和45年）- ことばの教室を開設。
- 1971年（昭和46年）- 庭園･観察池が完成。
- 1972年（昭和47年）- トイレを水洗化。
- 1986年（昭和61年）- 校舎を大改修。
- 1989年（平成元年）- 飼育舎・国旗掲揚台が完成。頌徳祭が30年ぶりに復活。
- 1990年（平成2年）- 諫早市制50周年を記念し、タイムカプセル収納庫を設置。
- 1991年（平成3年）- 焼き窯、ゴミ焼却炉が完成。台風17号･19号で大きな被害を受ける。
- 1994年（平成6年）- ことばの教室を移転・新設。
- 1996年（平成8年）- 仲沖町（現在地）に2階建てオープンスペースの鉄筋校舎が完成し、移転。
- 2001年（平成13年）- 東小路町の旧校舎跡地よりクスノキを移植。

## 主な出身者
- 桃園ゆみか - 元宝塚歌劇団娘役、宝塚歌劇団卒業生

## アクセス
最寄りの鉄道駅
- 島原鉄道 「幸駅」

最寄りのバス停
- 県営バス・島鉄バス　「厚生町」バス停

最寄りの国道・県道
- 長崎県道125号諫早外環状線

## 周辺
- 諫早市中央ふれあい広場・体育館
- 仲沖保育園
- ヤマダ電機テックランド諫早店
- 本明川

## 関連事項
- 長崎県小学校一覧